# Vaidas Slavickas
Vaidas Slavickas (ur. 26 lutego 1986 w Mariampolu) – litewski piłkarz, wychowanek klubu Sūduva Mariampol, od 2013 roku piłkarz drużyny Ekranas Poniewież. Występuje na pozycji pomocnika. W reprezentacji Litwy zadebiutował w 2008 roku. Do tej pory rozegrał w niej jedno spotkanie (stan na 28 marca 2013).